# 奈良岡快
奈良岡 快（ならおか かい、5月22日 - ）は、日本の男性声優。かつてビーボ（預かり）に所属していた。東京都出身。

## 出演

### テレビアニメ
2015年
- クロスアンジュ 天使と竜の輪舞（町の男1）
- Dance with Devils（男子生徒）

2016年
- スカーレッドライダーゼクス（但波ナオト）

### ゲーム
2014年
- DIABOLIK LOVERS VANDEAD CARNIVAL（飢えたヴァンパイア、道化師）
- インフィニット ドライブ（オーガスト）

2016年
- Dance with Devils（司祭）
- 悠久のティアブレイド -Lost Chronicle-（レイ）
- カクテル王子（グラスホッパー）

2017年
- 悠久のティアブレイド -Fragments of Memory-（レイ）

### ドラマCD
2014年
- ハマトラ（引ったくり犯B） ※TVアニメBlu-ray、DVD第四巻初回生産限定版

2015年
- 方言男子と中二男子（車掌）

2016年
- コノ恋落チルベカラズ TRAP.6（桜庭）

### ラジオ
※はインターネット配信。
- 新谷良子のただのラジオ（2015年 - 2016年、音泉※）回代わりアシスタント